# ويكيبيديا الليمبورغية
ويكيبيديا الليمبورغية (الليمبورغية:Limburgse Wikipedia) هي النسخة الليمبورغية من موسوعة ويكيبيديا.

## الإحصائيات
| عدد المستخدمين المسجلين | عدد المستخدمين النشيطين | عدد المقالات | صفحات المحتوى | عدد التعديلات | عدد الملفات المرفوعة | عدد الإداريين |
| ----------------------- | ----------------------- | ------------ | ------------- | ------------- | -------------------- | ------------- |
| 30٬960                  | 39                      | 15٬083       | 68٬476        | 481٬535       | 622                  | 7             |

## التاريخ
- يناير 2005 - أنشئت المقالة رقم 100.
- أغسطس 2005 - أنشئت المقالة رقم 1000.
- أغسطس 2015 - أنشئت المقالة رقم 10000.[1]